# やる気花火
「やる気花火」（やるきはなび）は、日本の女性アイドルグループAKB48の派生ユニット・渡り廊下走り隊の楽曲。楽曲は秋元康により作詞、多田慎也により作曲されている。2009年4月22日にユニットの2作目のシングルとしてポニーキャニオンから発売された。本項では「やる気花火」のミュージック・ビデオを収録したシングルDVDについても記述する。
楽曲のシングルCDは3種の初回限定盤（それぞれA、B、Cと区別されている）、通常盤の計4種類がリリースされた。初回限定盤の3種にはそれぞれ収録内容の異なるDVDが付属している。CDの収録曲は全形態共通である。CDのジャケットは4種類すべて異なるデザインとなっている。特典として、4種すべてに「プレミアムイベント応募抽選券」およびオリジナルトレーディングカード（タイプごとにそれぞれ異なる3種があり、そのうちランダムで1種）が封入されている。
楽曲にはコーラスとして片山陽加、指原莉乃、田名部生来、中塚智実、仲谷明香、米沢瑠美（当時全員AKB48メンバー）が参加している。カップリング曲の「白いチューリップ」のタイアップにはAKB48の梅田彩佳がコーラスとして参加している。
キャッチコピーは「やる気だけは負けません」。
楽曲はテレビ東京系『スキバラ』のエンディングテーマ、およびテレビ東京系『ピラメキーノ』2009年4月度エンディングテーマに使用された。

## シングル収録トラック

### 初回限定盤A
| #  | タイトル                      | 作詞   | 作曲     | 編曲      |
| -- | ----------------------------- | ------ | -------- | --------- |
| 1. | 「やる気花火」                | 秋元康 | 多田慎也 | fink bro. |
| 2. | 「恋愛アスリート」            | 秋元康 | 若林充   | 伊藤俊    |
| 3. | 「白いチューリップ」          | 秋元康 | 高橋竜   | 船山基紀  |
| 4. | 「やる気花火 (Instrumental)」 |        |          |           |

| #  | タイトル                            | 作詞 | 作曲・編曲 |
| -- | ----------------------------------- | ---- | ---------- |
| 1. | 「一流アイドルへの道〜1st STAGE〜」 |      |            |

### 初回限定盤B
| #  | タイトル                      | 作詞   | 作曲     | 編曲      |
| -- | ----------------------------- | ------ | -------- | --------- |
| 1. | 「やる気花火」                | 秋元康 | 多田慎也 | fink bro. |
| 2. | 「恋愛アスリート」            | 秋元康 | 若林充   | 伊藤俊    |
| 3. | 「白いチューリップ」          | 秋元康 | 高橋竜   | 船山基紀  |
| 4. | 「やる気花火 (Instrumental)」 |        |          |           |

| #  | タイトル                            | 作詞 | 作曲・編曲 |
| -- | ----------------------------------- | ---- | ---------- |
| 1. | 「一流アイドルへの道〜2nd STAGE〜」 |      |            |

### 初回限定盤C
| #  | タイトル                      | 作詞   | 作曲     | 編曲      |
| -- | ----------------------------- | ------ | -------- | --------- |
| 1. | 「やる気花火」                | 秋元康 | 多田慎也 | fink bro. |
| 2. | 「恋愛アスリート」            | 秋元康 | 若林充   | 伊藤俊    |
| 3. | 「白いチューリップ」          | 秋元康 | 高橋竜   | 船山基紀  |
| 4. | 「やる気花火 (Instrumental)」 |        |          |           |

| #  | タイトル                            | 作詞 | 作曲・編曲 |
| -- | ----------------------------------- | ---- | ---------- |
| 1. | 「一流アイドルへの道〜3rd STAGE〜」 |      |            |

### 通常盤
| #  | タイトル                      | 作詞   | 作曲     | 編曲      |
| -- | ----------------------------- | ------ | -------- | --------- |
| 1. | 「やる気花火」                | 秋元康 | 多田慎也 | fink bro. |
| 2. | 「恋愛アスリート」            | 秋元康 | 若林充   | 伊藤俊    |
| 3. | 「白いチューリップ」          | 秋元康 | 高橋竜   | 船山基紀  |
| 4. | 「やる気花火 (Instrumental)」 |        |          |           |

## やる気花火（シングルDVD）
2009年5月13日発売の渡り廊下走り隊の2作目のシングルDVD。
特典としてオリジナルトレーディングカード（全3種のうちそのうちランダムで1種。シングルCDのカードとは異なる）が封入されている。

### 収録トラック
| #  | タイトル                                  | 作詞 | 作曲・編曲 |
| -- | ----------------------------------------- | ---- | ---------- |
| 1. | 「やる気花火（Music Video）」             |      |            |
| 2. | 「やる気花火（Music Video〜理科室編〜）」 |      |            |
| 3. | 「やる気花火（Music Video〜屋上編〜）」   |      |            |
| 4. | 「一流アイドルへの道〜FINAL STAGE〜」     |      |            |